# 루이스 오르타 (레슬링 선수)
루이스 알베르토 오르타 산체스(스페인어: Luis Alberto Orta Sánchez, 1994년 8월 22일~)는 쿠바의 레슬링 선수이다. 2020년 하계 올림픽에서 남자 그레코로만형 밴텀급 금메달을 획득했으며 2024년 하계 올림픽에서 남자 그레코로만형 라이트급 동메달을 획득했다.